# مقاطعة نيمبورك
مقاطعة نيمبورك (بالتشيكية: Okres Nymburk)‏ هي مقاطعة (أوكريس) في إقليم بوهيميا الوسطى في جمهورية التشيك.
عاصمة هذه المقاطعة هي مدينة نيمبورك.

## اقرأ أيضاً
- مقاطعات جمهورية التشيك